# Harare
Harare Zimbabwe fővárosa és egyben legnépesebb városa is. Itt található az ország adminisztrációs, kereskedelmi és gazdasági központja.
A The Economist sajtócsoport érdekeltségébe tartozó Economist Intelligence Unit által készített tanulmány 2011-es eredménye szerint a Föld városai közül Hararéban a legrosszabb élni. (A sorrend felállításában többek közt a politikai és társadalmi stabilitást, a közbiztonságot, az orvosi ellátáshoz való hozzáférést, a kulturális életet, a környezetet, az oktatást és az infrastruktúrát vették figyelembe.)

## Történelem

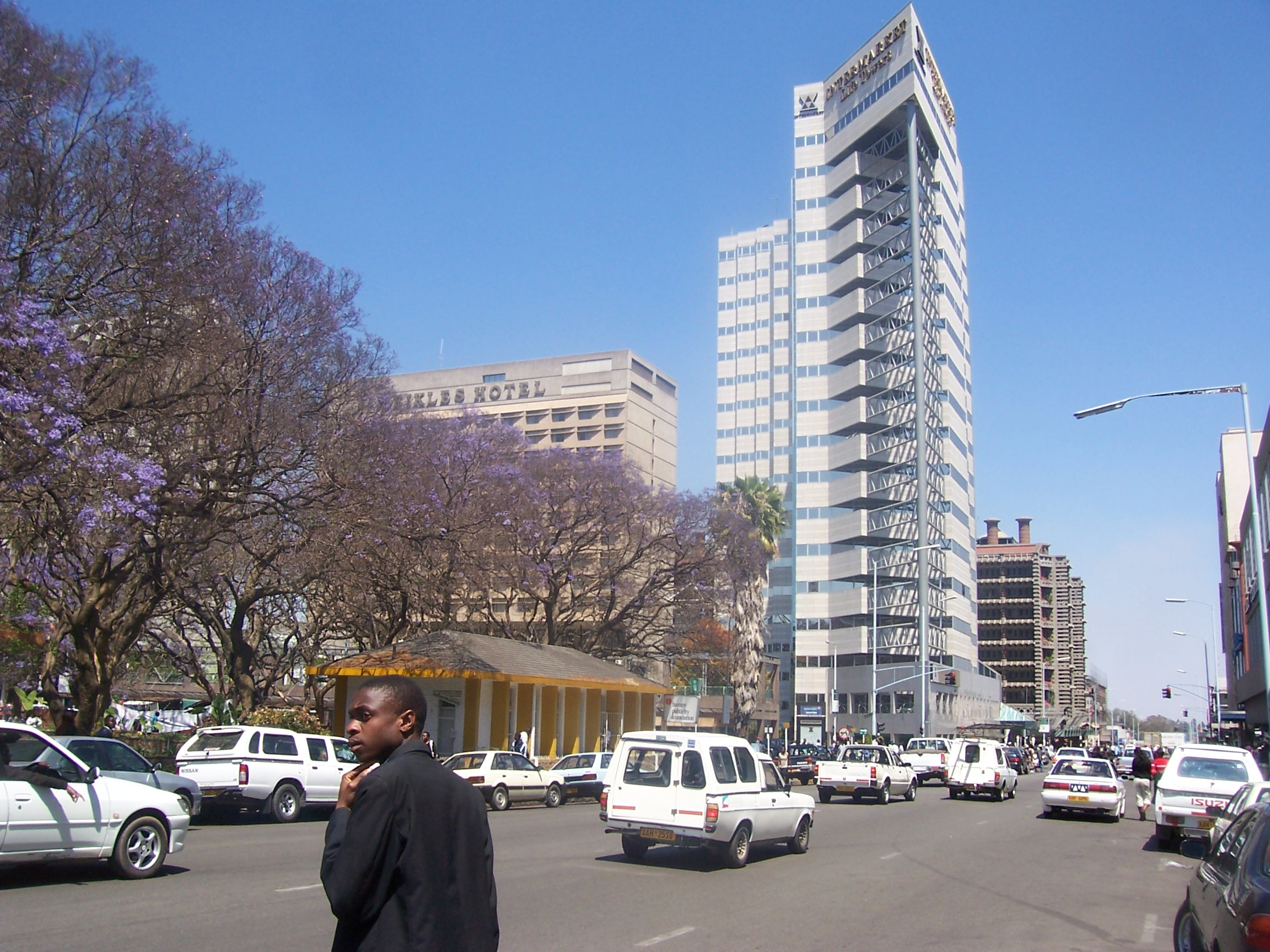
Harare, városkép

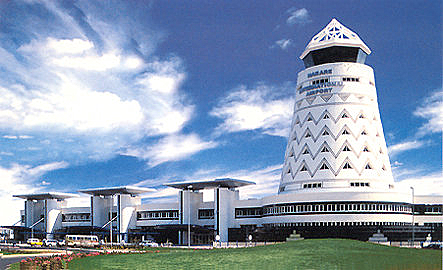
Harare nemzetközi repülőtere

A várost 1890-ben alapította a gyarmatosító Cecil Rhodes által megszervezett Brit Dél-afrikai Társaság Pennefather ezredes vezetésével ideérkezett csoportja, akik a Kopje-dombon erődöt emeltek, és az erőd körül kiépült települést Salisburynek nevezték el a volt brit miniszterelnök, Robert Gascoyne-Cecil, Lord Salisbury után. A város 1953 és 1963 között Rodézia és Nyaszaföld Államszövetség fővárosa volt. Nevét 1982-ben, a zimbabwei függetlenség második évfordulóján változtatták Hararéra. A név a sona nyelv haarari szóösszetételből van, szószerinti jelentése éberek ők, amely vízezésekre való utalás.

## Gazdaság
A városban több élelmiszer- és textilipari üzem működik, emellett jelentős az acélgyártás és a vegyipar is. A város közelében több aranybánya működik.

## Közigazgatási beosztás
Városrészek:
- Borrowdale
- Hatfield
- Waterfalls
- Mount Pleasant
- Avondale

## Földrajz

### Közlekedés
A városban található Zimbabwe legnagyobb nemzetközi repülőtere, a Robert Gabriel Mugabe nemzetközi repülőtér és itt található az ország legforgalmasabb vasúti pályaudvara is.

### Éghajlat
Harare szubtrópusi hegyvidéki klímával rendelkezik, az éves átlaghőmérséklet 17,95 °C. Három fő évszak különíthető el: a meleg, nedves évszak novembertől márciusig-áprilisig tart, a hűvösebb, száraz évszak májustól augusztusig tart és a forró, száraz évszak szeptemberben és októberben jellemző. Az átlagos évi csapadékmennyiség mintegy 825 mm, mely jellemzően a májustól szeptemberig tartó időszakban esik.
| Hónap                                                                         | Jan. | Feb. | Már. | Ápr. | Máj. | Jún. | Júl. | Aug. | Szep. | Okt. | Nov. | Dec. | Év   |
| ----------------------------------------------------------------------------- | ---- | ---- | ---- | ---- | ---- | ---- | ---- | ---- | ----- | ---- | ---- | ---- | ---- |
| Rekord max. hőmérséklet (°C)                                                  | 32,0 | 31,0 | 30,0 | 32,0 | 28,0 | 26,0 | 28,0 | 31,0 | 33,0  | 34,0 | 35,0 | 33,0 | 35,0 |
| Átlagos max. hőmérséklet (°C)                                                 | 26,2 | 26,0 | 26,2 | 25,6 | 23,8 | 21,8 | 21,6 | 24,1 | 28,4  | 28,8 | 27,6 | 26,3 | 25,5 |
| Átlaghőmérséklet (°C)                                                         | 21,0 | 20,9 | 20,4 | 19,1 | 16,6 | 14,3 | 14,1 | 16,3 | 20,1  | 21,7 | 21,6 | 21,1 | 18,9 |
| Átlagos min. hőmérséklet (°C)                                                 | 15,8 | 15,7 | 14,5 | 12,5 | 9,3  | 6,8  | 6,5  | 8,5  | 11,7  | 14,5 | 15,5 | 15,8 | 12,2 |
| Rekord min. hőmérséklet (°C)                                                  | 8,0  | 9,0  | 8,0  | 6,0  | 2,0  | 0,0  | 0,0  | 1,0  | 3,0   | 7,0  | 8,0  | 9,0  | 0,0  |
| Átl. csapadékmennyiség (mm)                                                   | 190  | 176  | 99   | 37   | 7    | 2    | 2    | 3    | 6     | 40   | 93   | 182  | 837  |
| Havi napsütéses órák száma                                                    | 217  | 192  | 232  | 249  | 269  | 264  | 279  | 300  | 294   | 285  | 231  | 198  | 3010 |
| Forrás: World Meteorological Organization, Hong Kong Observatory, BBC Weather |      |      |      |      |      |      |      |      |       |      |      |      |      |

## Oktatás
Harare ad otthont a Zimbabwei Egyetemnek.

## Testvértelepülések

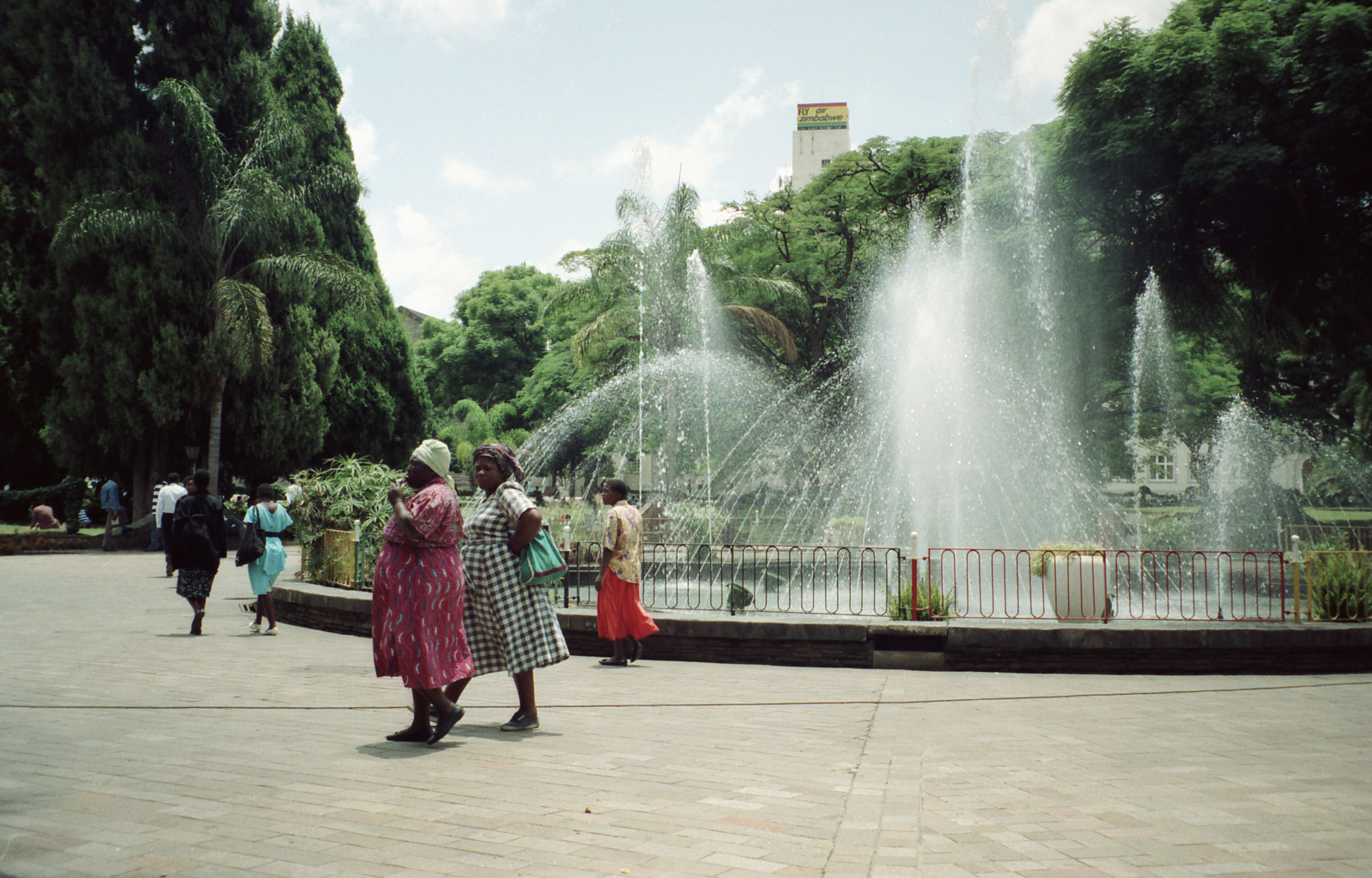
Harare, városkép szökőkúttal

- Nottingham, Egyesült Királyság
- München, Németország
- Prato, Olaszország
- Lago, Olaszország

Korábban az ohioi Cincinnati is Harare testvérvárosa volt, de az amerikai város felfüggesztette a testvérvárosi programot, ezzel tiltakozva a 2008-as választások eredménye ellen.

## Nevezetességek
- Egyetem - 1957-ben alapították.
- Múzeum - régészeti, történeti és néprajzi anyagáról híres
- Könyvtár
- Ewanrigg és Mcllvaine nemzeti park

## Híres emberek
- Itt született Alex Callinicos (1950 – ) zimbabwei–brit politikai teoretikus és aktivista.